# 小行星7869
小行星7869（英語：7869 Pradun）是一颗围绕太阳公转的小行星。1987年9月2日，柳德米拉·切爾尼赫在克里米亚发现了此天体。
这颗小行星的绝对星等为106.102893680457等。